# Canton d'Annecy-2
Le canton d'Annecy-2 est une circonscription électorale française du département de la Haute-Savoie.

## Histoire
Un nouveau découpage territorial de la Haute-Savoie entre en vigueur à l'occasion des premières élections départementales suivant le décret du 13 février 2014. Les conseillers départementaux sont, à compter de ces élections, élus au scrutin majoritaire binominal mixte. Les électeurs de chaque canton élisent au Conseil départemental, nouvelle appellation du Conseil général, deux membres de sexe différent, qui se présentent en binôme de candidats. Les conseillers départementaux sont élus pour 6 ans au scrutin binominal majoritaire à deux tours, l'accès au second tour nécessitant 12,5 % des inscrits au 1er tour. En outre la totalité des conseillers départementaux est renouvelée. Ce nouveau mode de scrutin nécessite un redécoupage des cantons dont le nombre est divisé par deux avec arrondi à l'unité impaire supérieure si ce nombre n'est pas entier impair, assorti de conditions de seuils minimaux. Dans la Haute-Savoie, le nombre de cantons passe ainsi de 34 à 17.
Le canton d'Annecy-2 est formé d'une commune de l'ancien canton de Seynod et d'une fraction de la commune d'Annecy. Il est entièrement inclus dans l'arrondissement d'Annecy. Le bureau centralisateur est situé à Annecy.

## Représentation
| Période élective | Période élective | Mandat | Mandat   | Identité         | Nuance | Nuance | Qualité |
| ---------------- | ---------------- | ------ | -------- | ---------------- | ------ | ------ | --- |
| 2015             | 2021             | 2015   | 2021     | Myriam Lhuillier |        | UDI    | conseillère en création d’entreprises à la CCI de la Haute-Savoie |
| 2015             | 2021             | 2015   | 2021     | Dominique Puthod |        | UDI    | Docteur en science de gestion maître de conférence à l'Université de Savoie Ancien conseiller général du Canton d'Annecy-Nord-Est (2001-2015) 2e adjoint au maire d'Annecy (jusqu'en 2020) Délégué à l'Enseignement Supérieur et à la Recherche |
| 2021             | 2028             | 2021   | en cours | Myriam Lhuillier |        | UDI    | Conseillère sortante, 6ème Vice-Présidente |
| 2021             | 2028             | 2021   | en cours | Dominique Puthod |        | UDI    | Conseiller sortant |

### Résultats détaillés

#### Élections de mars 2015
À l'issue du 1er tour des élections départementales de 2015, deux binômes sont en ballottage : Myriam Lhuillier et Dominique Puthod (Union de la Droite, 32,79 %) et Pauline Farges et Thomas Noël (FN, 21,26 %). Le taux de participation est de 44,32 % (12 040 votants sur 27 166 inscrits) contre 45,4 % au niveau départemental et 50,17 % au niveau national.
Au second tour, Myriam Lhuillier et Dominique Puthod (Union de la Droite) sont élus avec 73,45 % des suffrages exprimés et un taux de participation de 42,62 % (7 630 voix pour 11 578 votants et 27 166 inscrits).

#### Élections de juin 2021
Le premier tour des élections départementales de 2021 est marqué par un très faible taux de participation (33,26 % au niveau national). Dans le canton d'Annecy-2, ce taux de participation est de 30,41 % (7 836 votants sur 25 764 inscrits) contre 28,81 % au niveau départemental. À l'issue de ce premier tour, deux binômes sont en ballottage : Myriam Lhuillier et Dominique Puthod (Union des démocrates et indépendants, 28,03 %) et Karine Lamy et Pascal Sciabbarrasi (binôme écologiste, 24,49 %).
Le second tour des élections est marqué une nouvelle fois par une abstention massive équivalente au premier tour. Les taux de participation sont de 34,36 % au niveau national, 29,17 % dans le département et 31,27 % dans le canton d'Annecy-2. Myriam Lhuillier et Dominique Puthod (Union des démocrates et indépendants) sont élus avec 60,57 % des suffrages exprimés (4 609 voix pour 8 058 votants et 25 766 inscrits),,.

## Composition
| Nom                            | Code Insee | Intercommunalité | Superficie (km2) | Population (dernière pop. légale)                 | Densité (hab./km2) | Modifier                                    |
| ------------------------------ | ---------- | ---------------- | ---------------- | ------------------------------------------------- | ------------------ | ------------------------------------------- |
| Annecy (bureau centralisateur) | 74010      | CA Grand Annecy  | 66,93            | Fraction : 35 891 (2022) Commune : 131 272 (2022) | 1 961              | modifier les données · modifier les données |
| Sevrier                        | 74267      | CA Grand Annecy  | 12,65            | 4 324 (2022)                                      | 342                | modifier les données · modifier les données |
| Canton d'Annecy-2              | 7402       |                  |                  | 40 215 (2022)                                     |                    | modifier les données                        |

Le canton d'Annecy-2 comprend, :
1. la commune de Sevrier,
2. la partie de la commune d'Annecy correspondant à la partie de la commune déléguée d'Annecy non incluse dans le canton d'Annecy-1.

## Démographie
En 2022, le canton comptait 40 215 habitants, en évolution de −2,01 % par rapport à 2016 (Haute-Savoie : +6,01 %, France hors Mayotte : +2,11 %).
| 2013   | 2018   | 2022   |
| ------ | ------ | ------ |
| 40 080 | 40 900 | 40 215 |